# 友なる船
『友なる船』（ともなるふね、原題：Partnership）は、アメリカ合衆国の作家アン・マキャフリイとマーガレット・ボールの共作によるSF小説である。「歌う船シリーズ」では、船を舞台としない「戦う都市」も含めて4作目の作品である。なお、東京創元社から刊行された書籍では、作者名は「マキャフリー＆ボール」となっている。

## あらすじ
ナンシアは、シェルパーソン（殻人）として教育され、「実験学校」を3番目に優秀な成績で卒業した。彼女の選んだ道は、サイボーグ宇宙船員として星々を駆け回ること。最初の任務は、ナイオタ星系へ5人の乗客を運ぶことだった。この5人組の男女は華族（ハイファミリー）で、強引でわがままな者たちだった。ナンシアは相棒となる筋肉（ブローン）も乗せないまま出発した。ナンシアを単なる自動操縦船と思い込んでいる5人組は、将来の夢や野望を話し合った。それをナンシアは隠れて聞いていた。
年月が過ぎ、あの5人組はそれぞれの野望を遂げつつあった。ある者は違法な人体実験を行っていた。ある者は惑星原住民を酷使していた。汚職や手抜き工事をしている者もいる。一番成功したのは、画期的なメタチップを作った者だった。だがチップには、隠された機能がつけられていた。そのチップは、いまや銀河系一円で使われている。もちろんナンシアの船体にも使われていた。

## 主な登場人物
- ナンシア - サイボーグ宇宙船である「頭脳船」に生まれ変わった少女。
- アルファ - 5人組の1人。サマーランズ診療所の所長代理。
- ダーネル - 5人組の1人。OG船舶の社長。
- ファサ - 5人組の1人。ポーロ建設の社長。
- ポリオン - 5人組の1人。刑務所にあるメタチップ工場の監督。
- ブレイズ - 5人組の1人。惑星開発の援助官。ナンシアと親戚関係にある。
- ケイレブ - ナンシアの筋肉になった男。

## 書誌情報
『友なる船』 浅羽莢子（さやこ）訳 創元SF文庫 1995年5月26日発行 ISBN 4-488-68307-X